# Pacifiction
Pacifiction (en francés: Pacifiction – Tourment sur les îles) es una película de 2022 coproducida internacionalmente escrita y dirigida por Albert Serra. La película se estrenó en el Festival de Cine de Cannes de 2022, donde compitió por la Palma de Oro. El título de la película es un acrónimo de las palabras Pacífico y ficción.

## Sinopsis
En la isla polinesia francesa de Tahití, el Alto Comisionado de la República y funcionario del gobierno francés De Roller es un hombre calculador con modales impecables. Su percepción un tanto amplia de su papel lo lleva a navegar por el "establecimiento" de alto nivel, así como por lugares oscuros donde se mezcla con los lugareños. También ha estado circulando un rumor persistente: el avistamiento de un submarino con una presencia fantasmal podría anunciar el regreso de las pruebas nucleares francesas.

## Estreno
La película se proyectó en el 75.º Festival de Cine de Cannes el 26 de mayo de 2022. Distribuido por Elastica, se estrenó en cines en España el 2 de septiembre de 2022. Fue estrenada por Les films du losange en Francia el 9 de noviembre de 2022.

## Recepción
En Rotten Tomatoes, la película tiene un índice de aprobación del 93% según 30 reseñas, con una calificación promedio de 8.6/10. El consenso del sitio web dice: "Narrativamente escasa y visualmente vasta, Pacifiction es un tsunami de un thriller político que recompensa filosóficamente a quienes están dispuestos a capearlo". Según Metacritic, que asignó una puntuación media ponderada de 79 sobre 100 basada en 8 críticos, la película recibió "críticas generalmente favorables".
Al revisar la película después de su estreno en Cannes, Peter Bradshaw de The Guardian escribió que estaba "cautivado por la película y su sigilosa evocación de pura maldad". Christian Blauvelt de IndieWire escribió: "Pacifiction no es una experiencia indirecta de lujo; es una experiencia de vida. Con su propio ritmo de marea, es una de las películas más bellas y rigurosamente introspectivas de este año o de cualquier otro". Leslie Felperin de The Hollywood Reporter lo calificó como "extremadamente lento, aunque no carente de interés". Guy Lodge de Variety escribió: "Siempre que se adhieran al ritmo gradual y exuberante de la película ... aquí hay recompensas incluso para los espectadores más desconcertados atrapados en su marea". Nando Salvá de Cinemanía calificó la película con 4½ de 5 estrellas, destacando que la película es "Romántica. Seductora. Hipnótica. Abrumadora" como veredicto.

### Listas de fin de año
La película también apareció (y encabezó) en las diez listas de las mejores películas de 2022 de algunos críticos:
- 1.º - Cahiers du Cinéma (consenso del personal) [8][9]
- 1° — ScreenDaily (Jonathan Romney)[9]
- 5to - Artforum (James Quandt)[9]

También apareció en varias listas de las diez mejores películas europeas de 2022 de la crítica:
- 1st — Cineuropa (David González)[10]
- 1st — Cineuropa (David Katz)[10]
- 1st — Cineuropa (Alfonso Rivera)[10]
- 2nd — Cineuropa (Martin Kudlac)[10]
- 2nd — Cineuropa (Fabien Lemercier)[10]
- 3rd — Cineuropa (Júlia Olmo)[10]
- 3rd — Cineuropa (Cristóbal Soage)[10]
- 9th — Cineuropa (Vladan Petkovic)[10]